# دومينيك بلاك
دومينيك بلاك (بالإنجليزية: Dominic Black) هو مصارع هاوي أمريكي، ولد في 22 أكتوبر 1969.

## روابط خارجية
- دومينيك بلاك على موقع قاعدة بيانات المصارعة الدولية (الإنجليزية)